# Westlicher Gorilla
Der Westliche Gorilla (Gorilla gorilla) ist eine der beiden Arten der Gorillas aus der Primatenfamilie der Menschenaffen (Hominidae). Er ist häufiger und etwas kleiner als die zweite Art, der Östliche Gorilla. Innerhalb des Westlichen Gorillas werden zwei Unterarten unterschieden: Der Westliche Flachlandgorilla (G. g. gorilla) und der hochgradig gefährdete Cross-River-Gorilla (G. g. diehli).

## Merkmale

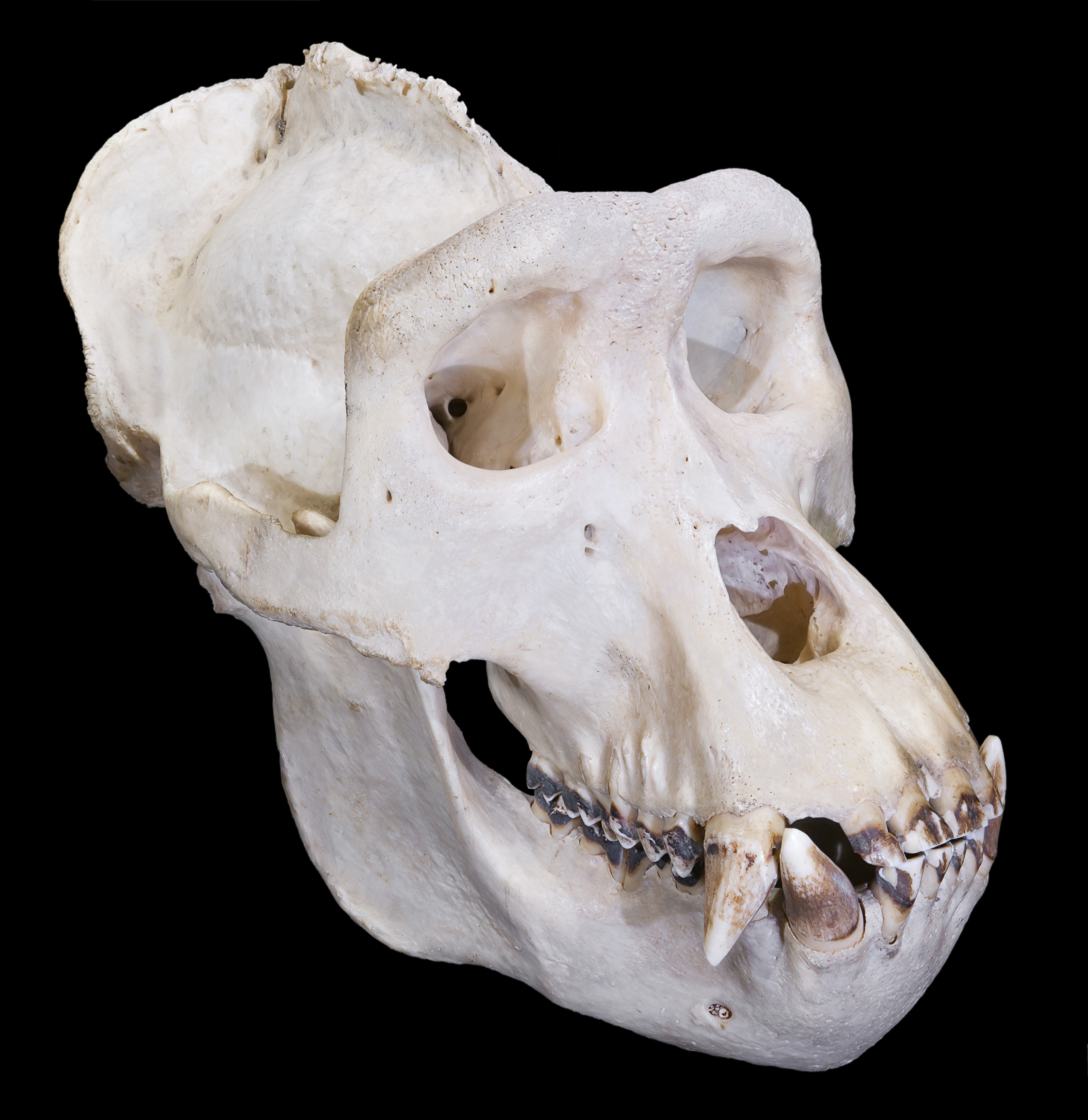
Der Schädel eines männlichen Gorillas

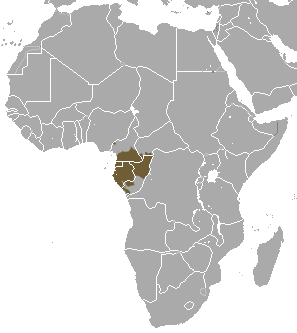
Verbreitungsgebiet des Westlichen Gorillas

Von den Östlichen Gorillas unterscheiden sich die Westlichen Gorillas neben den kleineren Ausmaßen unter anderem im Körperbau und in der Fellfärbung. Diese ist bei dieser Art eher graubraun, insbesondere am Kopf ist eine bräunliche Kappe vorhanden. Auch erstreckt sich die Graufärbung älterer Männchen (siehe Silberrücken) nicht nur auf den Rücken, sondern kann auch auf die Hüfte und die Oberschenkel übergreifen. Darüber hinaus sind Westliche Gorillas etwas schlanker gebaut, mit einer schmäleren Brust und kürzerem Schädel. Die beiden Unterarten unterscheiden sich in Details im Bau des Schädels und der Zähne. Unterschiede gibt es auch in der Lebensweise. Westliche Gorillas leben in kleineren Gruppen, ernähren sich in stärkerem Ausmaß auch von Früchten und legen bei der Nahrungssuche im Durchschnitt größere Distanzen zurück.

## Verbreitung
Westliche Gorillas bewohnen das mittlere Afrika in der Nähe des Golfes von Guinea. Cross-River-Gorillas leben ausschließlich in der Grenzregion von Nigeria und Kamerun, rund 300 Kilometer nordwestlich des Verbreitungsgebietes der Westlichen Flachlandgorillas. Diese sind vom südlichen Kamerun und dem Westen der Zentralafrikanischen Republik über Äquatorialguinea, Gabun und die Republik Kongo verbreitet.
Mit einer Gesamtpopulation von rund 360.000 Tieren ist der Westliche Gorilla die bei weitem häufigere der beiden Gorillaarten. Davon entfällt der Hauptanteil auf Westliche Flachlandgorillas, die auch die am häufigsten in Zoos gehaltene Gorillagruppe bildet. Im Gegensatz dazu ist der Cross-River-Gorilla mit nur wenigen hundert Tieren hochgradig gefährdet. Aufgrund der Bejagung und der Zerstörung ihres Lebensraums wird die Art von der IUCN als vom Aussterben bedroht (critically endangered) geführt. 